# Gamelas
O termo gamelas é a denominação dada pelos portugueses aos indígenas de grupos que usavam uma espécie de pequena gamela enfeitando o lábio inferior. Foram assim chamados os acroás e os gueguês do estado brasileiro do Piauí, e alguns grupos do Maranhão. 
Os Gamelas do Maranhão, também chamados de Akroá-Gamela, vivem na região da Baixada Maranhense, nos municípios de Viana e Penalva.
Os Gamelas do Piauí vivem nos municípios de Bom Jesus, Baixa Grande do Ribeiro, Currais e Santa Filomena.

## História

### Maranhão
De acordo com o etnólogo Curt Nimuendajú (1937), a primeira referência aos “Gamella” apareceu na crônica sobre o estado do Piauí, de Pereira Alencastre, que mencionava que os “Gamella” teriam vivido nas margens do rio Parnaíba, no Piauí e migraram para o Maranhão e o Pará depois “do levante geral (dos índios do norte do Piauí) em 1713”. 
Em 1747, há relatos dos “Gamella” no rio Mearim, período em que provavelmente ocuparam a região alagada entre Bacabal e a foz do rio Grajaú.
Em 1751, são estabelecidas missões religiosas em São José do Cajari entre os “Gamella”, cuja conversão ficou sob responsabilidade dos jesuítas, tendo sido criadas onze aldeias. A tentativa de colonização fracassou, e o último assentamento restante, localizado a margem esquerda do rio Mearim, a 15 km acima da foz do rio Grajaú, denominado de Lapella (elevada a vila em 1757), havia desaparecido em 1796.
Em 1759, 14 mil hectares foram destinados pela Coroa portuguesa como sesmaria da "Nação Gamela". Em 1822, a justiça de Maranhão sentenciou a favor dos Gamela para que ficaram na posses das mesmas terras. Estavam presentes desde Caxias, até as florestas de Monção (Maranhão), Penalva e Viana, e até o rio Pindaré e o rio Gurupi.
Os gamelas tinham a reputação de serem perigosos por sua tendência em se aliar a comunidades quilombolas e abrigar escravos fugidos, como na Insurreição de Escravos em Viana em 1867.
Em 1810, houve uma expedição contra os Gamelas de Viana, em razão da forte repressão aos indígenas para que servissem de mão-de-obra para a lavoura algodoeira.
Nimuendajú apontou que havia dois ramos dos Gamelas em 1819ː um Viana e outro em Codó.
Em 1847, foi criada a primeira diretoria parcial de Viana, denominada Cajary, assentada entre o lago Cajary e a estrada denominada Tapuia, na Comarca de Viana, na qual foram reunidos 106 Gamelas. As diretorias eram repartições criadas pelo Decreto 426 de 1845 para prestar assistência aos indígenas em suas aldeias).
Após expedição realizada em 1936, Curt Nimuendajú relatou que os Gamelas de Codó teriam sido exterminados em 1856 e que havia descendentes mestiços dos Gamelas na região de Penalva no início do século XX, o que levou órgãos indigenistas a considerá-los extintos.
Ao longo das décadas, os povos Gamelas foram expulsos de suas terras, mudaram-se para outros lugares, realizam casamentos interétnicos e perderam sua língua, sendo reconhecidos como descendentes de índios, misturados na população local, desaparecidos, exterminados. 

#### Luta pela demarcação
Nas décadas posteriores, as expulsões ilegais dos Gamela de suas próprias terras se multiplicaram. Resistiu a comunidade de Taquaritiua, porem desde a década de 1970, foi iniciado o loteamento das terras, anteriormente de propriedade coletiva da comunidade, processo que foi aproveitado por estranhos para grilar e cercar terrenos, levando a conflitos com os Gamelas. 
Nos últimos anos, os Gamela têm retomado alguns locais de que haviam sido despojados e possuem um total de 552 hectares, no meio de um grave conflito, especialmente na margem do rio Piraí.
Vivem em comunidades, como Taquaritiua, no município de Viana; Capivari, em Penalva; e também nos municípios de Cajari e Matinha.
A Terra Indígena do povo Gamela está em processo de demarcação pela Fundação Nacional do Índio (Funai), pendente desde 2014. Os Akroá-gamelas são alvos de constantes agressões.

## Língua
Nimuendajú classificou a língua gamela como língua isolada por não ter encontrado nenhum falante do idioma. Algumas palavras foram registradas pelo etnólogo na primeira metade do século XX, sem que fosse possível estabelecer conexão com os troncos conhecidos.
Em 1930, ainda uma anciã Gamela de Penalva lembrava palavras de sua própria língua.